# بطة مطاطية (لعبة)

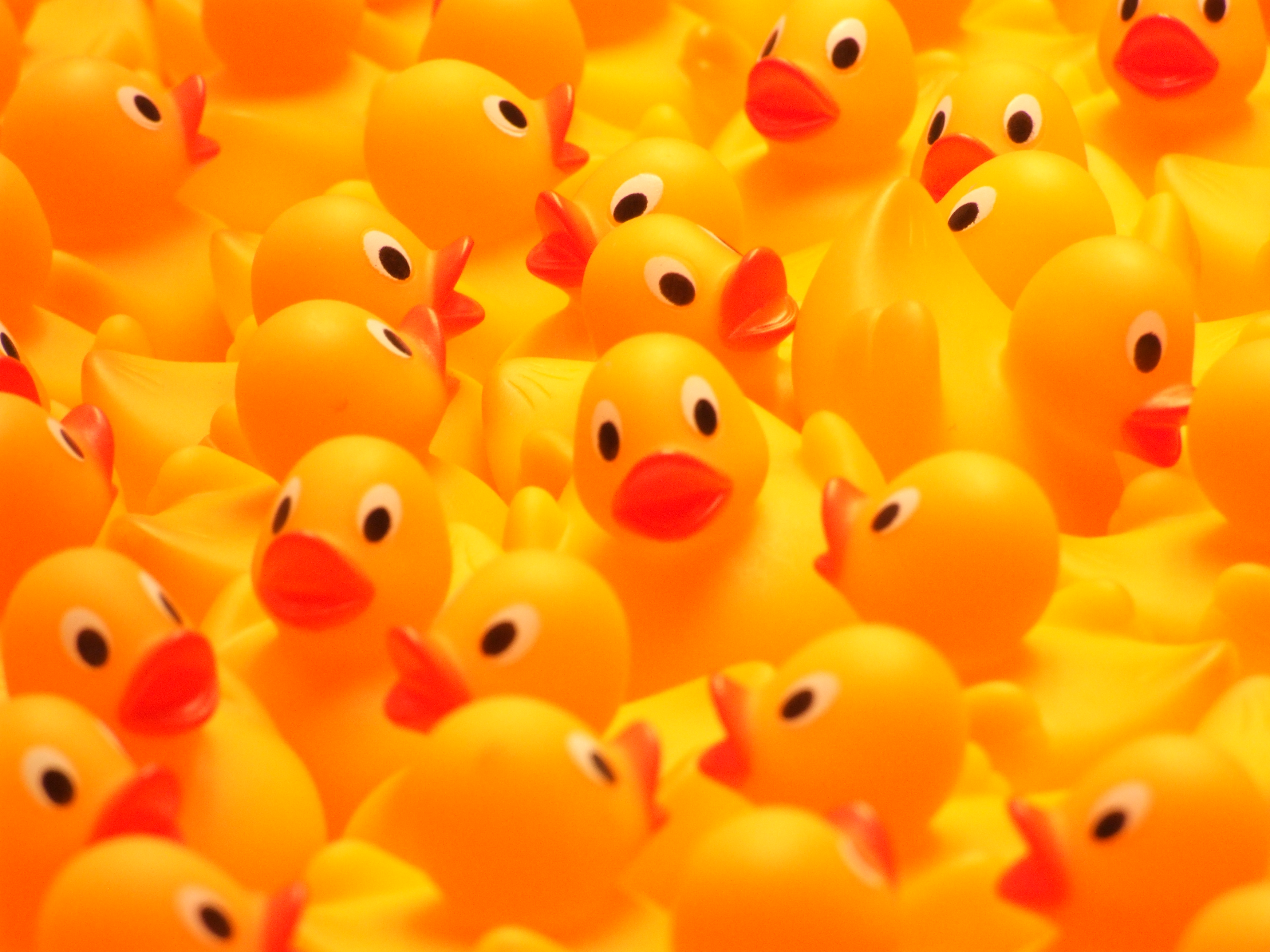

البطة المطاطيّة هي لعبة على شكل بطة مزينة، بشكل عام لونها اصفر بقاعدة مسطحة. غالبا ما تكون مصنوعة من المطاط أو من المواد الشبيهة بالمطاط مثل بلاستيك الفينيل. البط المطاطي بشكل طبيعي يزيد حماس الشخص للعب المائي الذي يطور قوة العضلات وتنسيقها. بفضل لونها الإمع، وملمسها الناعم، والاصوات الصارخة أو غير الواضحة للبعض، فإن البط المطاطي يجذب الأطفال الصغار ويشغل حواسهم. ان تواجدهم في حوض الاستحمام يهدئ مخاوف الأطفال من الماء والانغماس في الماء ويزيد بشكل جيد من النظافة الروتينية التي يتعلمونها. حقق البط المطاطي الاصفر مكانة مميزة في ثقافة الغرب وغالبا ما يرتبط بشكل رمزي بالاستحمام.

## تاريخ البطة المطاطية
يتصل تاريخ البطة المطاطية بنمو تصنيع المطاط في أواخر القرن التاسع عشر. كانت أول بطة مطاطية مصنوعة من المطاط الصلب عندما بدأ المصنعون في استخدام المطاط المفلكن، الذي اخترعه تشارلز جوديير. وحصيلة ذلك، لم يكن هذا البط المطاطي الصلب قادر على العوم وكان الهدف منه لعب ألعاب المضغ.
منحوتة البطة التي ابتكرها النحات بيتر جانين في اربعينات القرن العشرين. ثم حصل على براءة اختراعها وأعاد انتاجها على انها لعبة عائمة، ثم تم بيع أكثر من 50 مليون منها.
إلى منظور البطة المطاطية الصفراء التي يعرفها معظم الناس والتي كانت منتشرة في كل مكان، كان هنالك العديد من الاختلافات الجديدة في الموضوع الأساسي، بما في ذلك البط الذي يعبر عن السياسيين أو المهن أو المشاهير. هنالك أيضا البط الذي يضيء في الظلام، لديه اضاءة ليد داخلية، أو يتضمن محرك الرياح وهو الذي يمكنهم من السباحة. في عام 2001، ذكرت صحيفة الشمس، إحدى الصحف الشعبية البريطانية ان الملكة اليزابيث الثانية كانت تمتلك بطة مطاطية في مكان استحمامها وكانت البطة ترتدي تاجا قابلا للنفخ. دفعت القصة إلى زيادة مبيعات البط المطاطي في المملكة البريطانية المتحدة بنسبة 80٪ لفترة قصيرة. يتم جمع البط المطاطي من قبل المتحمسين. حيث بلغ الرقم القياسي العالمي في موسوعة جينيس لعام 2011 لأكبر مجموعة من البط المطاطي في العالم 5631 بطة مطاطية مختلفة، ومنحت لشارلوت لي. وتم ادخال البطة المطاطية في متحف في روتشستر، نيويورك، في عام 2013، جنبا إلى جنب مع لعبة الشطرنج. يتم اختيار الألعاب استنادا إلى عوامل مثل حالة الرمز وطول العمر والابتكار.

## العادات المشهورة
ايرني، موبيت شهير من المسلسل التلفزيوني شارع سمسم، قام بأداء أغنية «البط المطاط» عدة مرات منذ بدء المسلسل. تحدث ارني بشكل متكرر إلى بطة وحملة معه في أجزاء أخرى من العرض. في مناسبة خاصة، وقد قدم ليتل ريتشارد الأغنية.
يتم رواية أغنية «قافلة» (والفيلم والرواية المستوحاة) من وجهة نظر شخصية استبدلت زخرفة غطاء البلدغ على شاحنته بلعبة حوض استحمام واستخدمت مقبض «البطة المطاطية» على الهواء.

## أكبر بطة مطاطية في العالم
تم صنع أكبر بطة مطاطية في العالم من قبل الفنان الهولندي فلورينتين هوفمان في عام 2007، بقياس 16.5 م × 20 م × 32 م (54 قدم × 66 قدم × 105 قدم) ويزن حوالي 600 كيلوغرام (1300 رطل). منذ عام 2007، تم عرض العديد من البط بأحجام مختلفة أنشأها هوفمان في مناطق وبلدان مثل أمستردام، هولندا؛ لوميل، بلجيكا؛ أوساكا، اليابان؛ سيدني، أستراليا؛ ساو باولو، البرازيل؛ هونغ كونغ، الصين؛ كاوسيونغ، تايوان؛ وسيول، كوريا؛ حتى 14 نوفمبر 2014، وعرضت في الولايات المتحدة بعد 20 أكتوبر 2013.
في عام 2013، حظر «جدار الحماية العظيم» الصيني عمليات البحث عن «بطة صفراء كبيرة» لأن النشطاء الصينيين كانوا يتسوقون في صورة تمثال البطة المطاطية في صورة تانك مان لمذبحة ساحة تيانانمن. إذا تم البحث عن مصطلح «البطة الكبيرة الصفراء»، ظهرت رسالة توضح أنه وفقًا للقوانين والتشريعات والسياسات ذات الصلة، لا يمكن عرض نتائج البحث.

## جيمس فيتش وهواة البطة المطاطية
أجرى جيمس فيتش مونولوجًا يملأ فيه حمامه بالبط المطاطي في عام 2017. وقد أنتج هذا مجموعة من عشاق البط المطاطي لملء المناطق بالبط. تتضمن هذه العملية عادةً مراحل. يتضمن الأول (الموضح على اليمين) جمع البط في مكان مركزي. ثم يتم أخذ البعض لتنتشر عبر منطقة، بشكل عام في نمط. تتكرر هذه الخطوة حتى يتم استخدام جميع البط. ويتبع ذلك مرحلتان (2-3) من المراجعة حيث يتم تحسين وضع البط. يصبح تنظيم هذه البط بأشكال وأنماط مختلفة هواية للمتورطين، بشكل عام إلى حد الهوس.

## السباقات
تم استخدام سباقات البط المطاطية، والمعروفة أيضًا باسم سباقات البط ديربي، كوسيلة لجمع التبرعات للمنظمات في جميع أنحاء العالم. يتبرع الناس بالمال للمنظمة بطة برعاية. في نهاية حملة جمع التبرعات، يتم إلقاء كل البط في ممر مائي، مع أول من يطفو بعد خط النهاية يفوز بجائزة لرعايته